# باربرا بوخهولتس
باربرا بوخهولتس (بالألمانية: Barbara Buchholz)‏ هي عازفة الجاز وملحنة ألمانية، ولدت في 8 ديسمبر 1959 في دويسبورغ في ألمانيا، وتوفيت في 10 أبريل 2012 في برلين في ألمانيا بسبب سرطان.

## وصلات خارجية
- باربرا بوخهولتس على موقع IMDb (الإنجليزية)
- باربرا بوخهولتس على موقع ميوزك برينز (الإنجليزية)
- باربرا بوخهولتس على موقع ديسكوغز (الإنجليزية)